# エアリーズエンタテインメント
株式会社エアリーズエンタテインメントは、東京都港区に所在する日本の芸能事務所。

## 概要
大手芸能プロ、第一プロダクションで森口博子のチーフマネージャーを1985年のデビューから1996年の11年間担当して独立、小泉麻耶、deeps、pool bit boys等のマネジメントをしていた元ジャニーズJr.のメンバーの渡辺和晃が設立、代表を務める。
設立当初はサンシャイン60内にオフィスを構えていたが、2016年2月に現在の南青山へ移転。
タレント・俳優およびアイドルユニットのプロデュース、マネジメント育成を行っている。

## 所属ユニット
- usa☆usa少女倶楽部[2][3][4][5]
- GIRLS4EVER

## 所属タレント
括弧内はメンバーとして活動中のユニット。
- 西島愛果
- はねだえりか（業務提携）
- 髙橋照弘(書道家・業務提携）

## 過去の所属タレント・ユニット
個人名の後の括弧内に記載のユニットは所属時活動していたものを表す。
- ライムベリー[6][7]（株式会社パーティクルに移籍）
- デスラビッツ（株式会社ジーアングルとの制作協力よりジーアングル単独制作に移行）
- NOA-SHOW（2016年12月11日をもって解散　北原咲と櫻井乃愛によるユニット）
- ZiP☆CODE（2017年6月25日をもって解散）
- GIRLS4EVER[8]（旧表記 Girls Forever.[9]　2016年3月21日をもって第一期活動休止、2017年8月26日にメンバー総入れ替えにより第二期始動も2018年4月1日をもって解散）
- ティーンズ☆ヘブン（2018年8月6日をもって株式会社アールヴィレッジに移籍）
- G-COMPLEx(2019年7月末日をもって解散)
- 新芽歩（現・高橋りな）（オスカープロモーションに移籍）
- 信岡ひかる（ライムベリー・usa✩usa少女倶楽部　株式会社パーティクルに移籍→フリー）
- 大川柚（デスラビッツ・usa✩usa少女倶楽部　株式会社ジーアングルに移籍）
- 望月愛実（デスラビッツ・usa✩usa少女倶楽部　株式会社ジーアングルに移籍）
- 安井夏鈴（デスラビッツ・usa✩usa少女倶楽部　株式会社ジーアングルに移籍）
- 一ノ瀬ひまり（usa✩usa少女倶楽部、プチ☆コレ7での最終審査で第4期JEWELUNAGIRL合格）[10][11][12][13]
- 松浦心優（ZiP☆CODE）
- 竹島椰々（ZiP☆CODE）
- 阿部舞蘭（ZiP☆CODE）
- 佐々木愛怜（ZiP☆CODE）
- 藤沢優衣（usa☆usa少女倶楽部・ティーンズ✩ヘブン　株式会社アールヴィレッジに移籍）
- 北原咲(usa☆usa少女倶楽部・NOA-SHOW)
- 櫻井乃愛(usa☆usa少女倶楽部・NOA-SHOW)
- 中西渚

## 提供番組
- ROCK RUSH RADIO（アール・エフ・ラジオ日本、金曜日26:00 - 27:30）コーナー「エアリズミックレディオ」を提供。渡辺が「カジー渡辺」の名で出演、所属タレントの宣伝も行なう。2024年3月末で終了。